# Приладобудівний факультет НТУУ «КПІ»
Приладобудівний факультет НТУУ «КПІ» — факультет Національного технічного університету України «Київський політехнічний інститут»

## Історія
Приладобудівний факультет НТУУ «КПІ» засновано в 1962 р. на базі кафедр гіроскопічних приладів та пристроїв і приладів точної механіки.
Першим деканом нового факультету протягом 1962—1974 р.р. був к.т.н., проф. Трубенок Олександр Давидович (1923—2001 р.р.), який віддав багато сил для його організації та розвитку і водночас очолив кафедру приладів точної механіки.
У 1963 р. відбувся перший випуск спеціалістів із приладобудування. У 1968 р. на факультеті, що тоді займав верхні поверхи навчального корпусу № 12, була відкрита нова кафедра — «Технологія приладобудування», яка забезпечувала навчальний процес із технологічної підготовки фахівців для приладобудівного та радіотехнічного факультетів.
Спочатку факультет у складі чотирьох кафедр мав лише 18 викладачів, серед яких тільки близько половини були доцентами, хоча на кожному курсі вже навчалося по 7 академічних груп студентів. У цей час для читання курсів лекцій зі спеціальних дисциплін запрошувалися провідні фахівці у галузі приладобудування з відомих приладобудівних підприємств, наукових установ і закладів освіти Києва, а також професори з навчальних закладів Москви і Ленінграда.
Вагомий внесок у подальше становлення навчального процесу і розвиток наукових досліджень на факультеті зробив заслужений працівник Вищої школи УРСР, лауреат Державної премії України, академік Академії інженерних наук (АІН) України, дійсний член багатьох міжнародних товариств і академій, д.т.н., проф. Остаф'єв Володимир Олександрович — декан, який очолював факультет у 1974—1995 р.р. і одночасно був завідувачем кафедри «Технологія приладобудування».
На той час у штаті факультету вже налічувалось 5 д.т.н., професорів та 37 к.т.н., доцентів; навчалося близько 1100 студентів денної і 360 — вечірньої та заочної форм навчання. Тоді ж сформувалась орієнтація факультету на зближення кафедр із виробництвом та науково-проектними організаціями. Були створені філії кафедр на ВО "Завод «Арсенал», ВО ім. Артема, НВО «Квант», НВО «Гідроприлад», у проектному інституті «Аналітприлад», Інституті фізики Національної Академії наук (НАН) України, та ін.
Значно розширилися міжнародні зв'язки факультету. На основі міжвузівських договорів і довгострокових угод про співробітництво, з Німеччиною, Болгарією та Польщею було організовано міждержавний обмін викладачами для підвищення їх кваліфікації і наукового стажування, а також обмін студентами для навчання або проходження виробничої практики. Провідні викладачі факультету запрошувалися для читання лекцій зі спецкурсів до відомих навчальних закладів Канади, США, Куби, Японії, Болгарії, Алжиру.
У 1995—2000 р.р. на посаді декана працював завідувач кафедри технології приладобудування, вчений секретар НТУУ «КПІ», заслужений працівник Вищої школи України, академік АІН України, д.т.н., проф. Румбешта Валентин Олександрович.
Враховуючи сучасні вимоги щодо розвитку приладобудівної галузі та потреби України, кафедри входять до складу діючих спеціальностей, нових важливих спеціалізацій, серед яких: засоби вимірювання витрат енергоносіїв; прилади і системи екологічного моніторингу навколишнього середовища; прилади і засоби медичної діагностики; комп'ютерні технології проектування приладів і систем орієнтації та навігації; оптичні медично-біологічні прилади; комп'ютеризація та менеджмент виробництва приладів; інтелектуальні виробничі системи у приладобудуванні. На факультеті створено НДІ перспективних технологій, а також Науково-інженерний центр міждисциплінарних досліджень, спрямований на створення спеціалізованих комп'ютерних систем автоматизованого проектування приладів і технологічної підготовки їх виробництва.
У 2000 р. деканом факультету обрано його колишнього випускника, а нині — завідувача кафедри «Технологія приладобудування», академіка АІН України, д.т.н., проф. Тимчика Григорія Семеновича, фахівця у галузі лазерних оптико-електронних систем та технологій їх виробництва.

## Про факультет
Факультет готує фахівців з розробки та обслуговування сучасних приладів і систем різноманітного призначення: вимірювального обладнання бортових комплексів, діагностичних комплексів медичного та загальнопобутового призначення, контролюючих приладів енергозберігаючих систем. Спеціалісти набувають глибоких знань та навичок використання сучасних методів побудови високоточних приладів із застосуванням мікропроцесорної та комп'ютерної техніки, систем автоматизованого проектування та комп'ютерної графіки.
Випускники працюють на приладобудівних підприємствах авіаційного та космічного профілю, підприємствах з впровадження енергозберігаючих технологій, із розробки та впровадження сучасних медичних діагностичних, тренажерних та лікувальних комплексів, транспортних та поліграфічних підприємствах, підприємствах із розробки програмного забезпечення, банках.
Помітні зміни у бік підвищення наукового та навчально-методичного авторитету приладобудівного факультету в нашій країні і за кордоном відбулися з часу проголошення незалежності України. Нині приладобудівний факультет — один з найбільших факультетів НТУУ «КПІ» і провідний навчально-науковий центр приладобудування в Україні. На шести його кафедрах працює 96 викладачів, серед яких 14 докторів і 72 кандидатів наук; навчається близько 1500 студентів денної і 300 — заочної форми навчання по всьому переліку приладобудівних спеціальностей.
За понад 50 років свого існування приладобудівний факультет НТУУ «КПІ» підготував для промисловості, освіти і науки понад 11 тисяч спеціалістів, у тому числі понад 200 спеціалістів для Болгарії, Угорщини, Чехії, Словаччини, Польщі, Китаю, Німеччини, В'єтнаму, Куби, Алжиру, Молдови, Азербайджану, Казахстану та інших держав. Багато з них стали докторами і кандидатами наук, лауреатами державних премій, урядовцями, керівниками освітніх і наукових закладів, акціонерних товариств, підприємств, фірм, установ. Випускниками ПБФ з Монголії, Йорданії, Узбекистану і Болгарії підготовлено і захищено близько 10 кандидатських та докторських дисертацій. Серед випускників факультету — 23 доктори і понад 250 кандидатів наук; дехто з них стали урядовцями на рівні начальників управлінь різних міністерств України. Таланчук П. М. був Міністром освіти і депутатом Верховної Ради СРСР, а Павловський М. А. — Міністром промисловості і народним депутатом Верховної Ради України трьох скликань поспіль. Вихованці кафедри ПСОН Довгополий А. С., Казаков В. П. і Маринін В. І. обиралися заступниками міністрів; Лукомський В. Г. очолював один із Державних комітетів України, а колишній доцент кафедри ПСОН Самотокін Б. Б. обирався ректором Житомирського інженерно-технологічного інституту.

## Напрямки підготовки фахівців
Студенти факультету мають можливість здобути військову освіту в «Військовому інституті телекомунікації та інформатизації»

## Код і назва спеціальності, назва спеціалізації
- 151. Автоматизація та комп'ютерно-інтегровані технології (бакалавр, магістр);
  - Комп'ютерно-інтегровані технології виробництва приладів;
  - Комп'ютерні інтегровані системи і технології точної механіки;
  - Комп'ютерно-інтегровані системи навігації та керування;
  - Комп'ютерно-інтегровані системи та технології неруйнівного контролю і діагностики;
- 152. Метрологія та інформаційно-вимірювальна техніка (бакалавр, магістр);
  - Біомедична вимірювальна техніка;
  - Інформаційно-вимірювальні системи та технології точної механіки;
  - Інформаційно-вимірювальні системи та технології екологічного моніторингу;
  - Фотоніка та оптоінформатика;
  - Оптико-електронні інформаційно-вимірювальні системи та технології;

## Форма навчання
- денна/бюджет
- денна/контракт
- заочна/бюджет
- заочна/контракт

## Кафедри
- Приладів та систем орієнтації і навігації «ПСОН» [Архівовано 10 лютого 2012 у Wayback Machine.];
- Виробництва приладів «ВП» [Архівовано 9 січня 2012 у Wayback Machine.];
- Наукових аналітичних та екологічних приладиів і систем «НАЕПС»;
- Приладів та систем неруйнівного контролю «ПСНК» [Архівовано 22 грудня 2011 у Wayback Machine.];
- Приладобудування «ПТМ» [Архівовано 3 лютого 2012 у Wayback Machine.];
- Оптичних та оптико-електронних приладів «ООЕП» [Архівовано 4 січня 2012 у Wayback Machine.].